# Heinz Busche
Heinz Busche (* 6. September 1951 in Mönchengladbach) ist ein ehemaliger deutscher Leichtathlet und Bobfahrer, der 1979 Weltmeister im Viererbob war.

## Leichtathletik
Busche begann beim 1. FC Mönchengladbach und wechselte dann zum ASV Köln. Ab 1975 startete er für den SV Jugend 07 Bergheim. Busche belegte mit übersprungenen 4,70 m den sechsten Platz im Stabhochsprung bei den Junioreneuropameisterschaften 1970, seine Bestleistung von 5,23 m stellte er 1972 auf. 1974 belegte er bei den Deutschen Meisterschaften als bester Deutscher den zweiten Platz hinter dem für Kassel startenden Australier Donald Baird. Außer im Stabhochsprung war Busche auch im Sprint erfolgreich, 1975 und 1977 gewann er den Sprinttitel bei den deutschen Hallenmeisterschaften. Von 1972 bis 1977 trat Busche bei 14 Wettkämpfen im Nationaltrikot an, er war 1974 Zwölfter im Stabhochsprung bei den Europameisterschaften in Rom.

## Bobsport
Ab 1977 trat Busche für den SC Riessersee und den SV Ohlstadt im Bobsport an. 1978 gewann er zusammen mit Toni Mangold den deutschen Meistertitel im Zweierbob, im Viererbob siegte er mit Stefan Gaisreiter, Hans Wagner und Manfred Schumann. 1979 gewann Busche ebenfalls beide Titel, im Zweierbob mit Gaisreiter und im Viererbob siegten erneut Gaisreiter, Wagner, Busche und Schumann. Bei der Bob-Weltmeisterschaft 1979 hatte sich Manfred Schumann im Zweierbob-Wettbewerb verletzt. Im Viererbob steuerte Gaisreiter den Bob mit Wagner, Busche und Dieter Gebhard zum Weltmeistertitel. Ein Jahr später trat Busche bei den Olympischen Spielen 1980 in Lake Placid mit dem Piloten Peter Hell an. Im Zweierbob belegten die beiden den achten Platz; im Viererbob erreichten Peter Hell, Hans Wagner, Heinz Busche und Walter Barfuß den siebten Platz.
Busche wurde am 12. April 1984 mit dem Silbernen Lorbeerblatt geehrt.